# Dienis Tiurin
Dienis Aleksiejewicz Tiurin (ros. Денис Алексеевич Тюрин; ur. 3 czerwca 1980 w Lipiecku) – rosyjski hokeista. 

## Kariera
- Łada Togliatti (1996–1998)
- CSK WWS Samara (1998–2000)
- Łada Togliatti (2000)
- Mietałłurg Nowokuźnieck (2000–2006)
- Awangard Omsk (2006–2007)
- Mietałłurg Nowokuźnieck (2007)
- Sibir Nowosybirsk (2007–2010)
- Jugra Chanty-Mansyjsk (2010–2011)
- Mietałłurg Nowokuźnieck (2011–2011)
- Jermak Angarsk (2012)

Wychowanek Traktora Lipieck.

## Sukcesy
Reprezentacyjne
- Brązowy medal mistrzostw Europy juniorów do lat 18: 1998